# Dieter Koepplin
Dieter Koepplin (* 1936 in Basel) ist ein schweizerischer Kunsthistoriker und Museumskurator. Er war langjähriger Leiter des Kupferstichkabinetts der Öffentlichen Kunstsammlung Basel.

## Leben
Koepplin studierte Kunstgeschichte vor allem an der Universität Basel. Er wurde 1964 bei Joseph Gantner mit einem Thema zu Lucas Cranach promoviert. Von 1964 bis 1966 war er wissenschaftlicher Assistent im Kupferstichkabinett der Öffentlichen Kunstsammlung Basel.
Im Dezember 1966 wurde Koepplin zum Konservator des Kupferstichkabinetts der Öffentlichen Kunstsammlung Basel berufen. Von Mai 1991 bis September 1992 war er – bis zur Amtsübernahme durch Katharina Schmidt – interimistisch Direktor des Kunstmuseums und des Museums für Gegenwartskunst in Basel. 1999 trat Koepplin in den Ruhestand. Er wurde im gleichen Jahr Honorarprofessor am Kunstgeschichtlichen Institut der Universität Freiburg im Breisgau.
In seiner Zeit als Leiter des Kupferstichkabinetts baute er vor allem die Bestände an moderner Kunst – gefördert von dem damaligen Direktor des Museums Franz Meyer – expansiv aus. 1970 zeigte er im Kunstmuseum Basel über 120 Zeichnungen von Georg Baselitz und initiiert erste Erwerbungen für die Sammlung. Er veröffentlichte unter anderem Untersuchungen zum grafischen Werk von Joseph Beuys. 1974 veranstaltete er zusammen mit Tilman Falk eine umfassende Ausstellung Lucas Cranach: Gemälde, Zeichnungen, Druckgraphik im Kunstmuseum Basel, die von einer umfangreichen zweibändigen Publikation begleitet wurde.

## Schriften
- Skizzen (Basel 1988/Kunsthalle Bielefeld 1989)
- zu Ende gezeichnet – Bildhafte Zeichnungen von der Zeit Dürers und Holbeins bis zur Gegenwart (1995, Kat. Westfälisches Landesmuseum Münster/Hatje Verlag Stuttgart), Aquarelle (1996)
- Frühwerke von Dürer bis heute (1999)
- mit Tilman Falk: Lukas Cranach. Gemälde, Zeichnungen, Druckgraphik. Birkhäuser, Basel/Stuttgart 1974 (Digitalisat Band 1, Band 2).
- mit Reinhold Hohl: Alberto Giacometti: Zeichnungen und Druckgraphik. Hatje Cantz, Stuttgart 1981, ISBN 3-7757-0161-3.
- Heiner Bastian (Hrsg.): Joseph Beuys: The secret block for a secret person in Ireland. Schirmer-Mosel, München 1988, ISBN 3-88814-265-2.
- mit Marc Francis: Andy Warhol: Zeichnungen 1942–1987. Schirmer/Mosel, München u. a. 1998, ISBN 3-88814-379-9. (englische Ausgabe 1999).

als Herausgeber
- Heribert Schulz: Joseph Beuys und der Schwan. Richter & Fey Verlag, Düsseldorf 2012, ISBN 978-3-941263-39-0.
- Für die öffentliche Kunstsammlung Basel war er Herausgeber oder Verfasser von Katalogen zu monografischen Ausstellungen unter anderen von Horst Antes (1967), Kubismus (1969), Eduardo Chillida (1969), Joseph Beuys (1969, 1977, 1987, 1993), Georg Baselitz (1970, 1984, 1993), Andre Thomkins (1971, 1977), A. Wölfli (1971), Remy Zaugg (1972), Claes Oldenburg (1974, 1992), Donald Judd (1976), A. R. Penck (1978, 1986), Jörg Immendorf (1979), Mimo Paladino (1981), Jonathan Borofsky (1983),  Bruce Nauman (1986), Francesco Clemente (1987, 1991), Alberto Giacometti (1981), Rosemarie Trockel (1991), Rebecka Horn (1995), James Ensor (1996), Andy Warhol (1998).